# Dzieci Arbatu
Dzieci Arbatu (ros. Дети Арбата, Dieti Arbata) – częściowo autobiograficzna powieść historyczna Anatolija Rybakowa, osadzona w epoce stalinizmu.
Historia koncentruje się głównie na losach fikcyjnego Saszy Pankratowa, szczerego i lojalnego członka Komsomołu, który zostaje zesłany w wyniku partyjnych intryg. Sam Rybakow również został zesłany na początku lat 30. XX wieku. W społeczeństwie narasta histeria – proste pomyłki i humor są postrzegane jako przykłady sabotażu lub działalności dywersyjnej (podobne tematy porusza Żart Milana Kundery). Książka ukazuje, jak mimo uczciwych intencji Pankratowa i starszych bolszewików, takich jak Kirow, stalinizm niszczy wszystkie ich nadzieje.
Powieść jest również godna uwagi ze względu na szerokie przedstawienie portretu Józefa Stalina.
Książka, pisana w latach 1966–1983, publikacji w ZSRR doczekała się dopiero w roku 1987, podczas pierestrojki. Pierwsza edycja w ZSRR ukazała się w milionie kopii, druga – w liczbie 1.4 miliona kopii. Kolejne tomy cyklu ukazywały się w latach 1988 (Trzydziesty piąty i później), 1990 (Strach), 1996 (Proch i pył).
Była jedną z wielkich sensacji wydawniczych tamtych czasów, dzięki krytyce systemu sowieckiego, przedstawieniu Stalina oraz surowemu, cynicznemu spojrzeniu na tych, którzy przekształcili Związek Radziecki w „Wielkie Mocarstwo”.
W Polsce Dzieci Arbatu wystawił Teatr Telewizji w 1989 roku, w reżyserii Kazimierza Kutza.